# مارسلو هررا (بازیکن فوتبال، زاده ۱۹۹۲)
مارسلو هررا (انگلیسی: Marcelo Herrera؛ زادهٔ ۲۶ فوریهٔ ۱۹۹۲) بازیکن فوتبال اهل آرژانتین است.
از باشگاه‌هایی که در آن بازی کرده‌است می‌توان به باشگاه فوتبال لانوس اشاره کرد.